# 1970 en hockey sur glace
Cette page présente les éléments de hockey sur glace de l'année 1970, que ce soit d'un point de vue rencontres internationales ou championnats nationaux. Les grandes dates des différentes compétitions sont données ainsi que les décès de personnalités du hockey mondial.

## Amérique du Nord

### Ligue américaine de hockey
- 13 mai : les Bisons de Buffalo remportèrent leur cinquième et dernière coupe Calder. Ils quittent en effet la LAH pour intégrer la LNH sous le nom des Sabres de Buffalo lors de l'expansion de la LNH.

## Autres Évènements

### Décès
- 31 mai 1970 : décès de Terry Sawchuk, souvent considéré comme le plus grand gardien de l'histoire[1] en raison de sa longévité (21 saisons dans la ligue nationale) et de ses records.
- 21 novembre 1970 : décès de Édouard « Newsy » Lalonde, joueur et entraîneur-chef des Canadiens de Montréal. Il remporta une Coupe Stanley et fut intronisé au Temple de la renommée du hockey en 1950.